# Championnats d'Océanie de BMX 2016
Navigation
Édition précédente Édition suivante
Les championnats d'Océanie de BMX 2016 ont lieu le 31 janvier 2016 à Auckland en Nouvelle-Zélande.

## Podiums
| Épreuves            | Or                    | Argent                  | Bronze                |
| ------------------- | --------------------- | ----------------------- | --------------------- |
| Épreuves masculines |                       |                         |                       |
| Élite hommes        | Trent Jones (NZL)     | Matthew Juster (AUS)    | Corey Frieswyk (AUS)  |
| Junior hommes       | Maynard Peel (NZL)    | Joshua Boyton (AUS)     | Matthew White (AUS)   |
| Épreuves féminines  |                       |                         |                       |
| Élite femmes        | Sarah Walker (NZL)    | Caroline Buchanan (AUS) | Lauren Reynolds (AUS) |
| Junior femmes       | Saya Sakakibara (AUS) | Rebecca Petch (NZL)     | Zoe Fleming (NZL)     |

## Tableau des médailles
| Rang  | Nation           | Or | Argent | Bronze | Total |
| ----- | ---------------- | -- | ------ | ------ | ----- |
| 1     | Nouvelle-Zélande | 3  | 1      | 1      | 5     |
| 2     | Australie        | 1  | 3      | 3      | 7     |
| Total | Total            | 4  | 4      | 4      | 12    |